# 高知城

代表紋章：丸に細三つ柏・土佐柏

高知城（こうちじょう）は、高知県高知市にある日本の城。瓦や壁の色が鷹の羽の色に似ているとして、鷹城（たかじょう）とも呼ばれる。
江戸時代には土佐藩の藩庁が二の丸御殿に置かれた。江戸時代に築かれた天守が残る現存天守十二城の一つであるほか、本丸御殿や追手門等が現存する。城跡は国の史跡に指定されている。日本100名城に選定されている。四国八十八景27番。

## 概要
高知平野のほぼ中心に位置する大高坂山（標高45m）上に築かれた梯郭式平山城で、山の南を流れる鏡川、北の江ノ口川がそれぞれ外堀として利用されていた。
戦国時代以前には大高坂山城（おおたかさかやまじょう/おおたかさやま-）または大高坂城と呼ばれる城が築かれていた。最初の築造時期は南北朝時代。土佐の戦国大名として台頭した長宗我部元親は1588年（天正16年）、岡豊城（おこうじょう）からここへ本拠地を移そうとしたが低湿地の山麓は工事が難航し、代わりに港（浦戸湾）に臨む浦戸城を選んだ（異説もあり、後述）。
長宗我部氏は関ヶ原の戦いで敗れた西軍に与して改易され、代わりに翌1601年（慶長6年）、山内一豊が土佐国を与えられて土佐藩を立てた。一豊は大高坂山で築城に取り掛かり、1603年（慶長8年）に本丸や二の丸は完成したが、城全体の完工は1611年（慶長16年）、一豊の没後で二代目藩主の忠義の代になっていた。3層6階の天守は、一豊が加増・転封前に居城としていた掛川城（静岡県）を模したといわれる。一豊により河中山城（こうちやまじょう）と名付けられたが、高智山城と名を変えたのち、現在の城名となった。
江戸時代初期の建物は1727年（享保12年）の大火でほとんどが焼失し、1753年（宝暦3年）まで四半世紀かけて再建され、現存天守は1749年（寛延2年）造と推測されている。
高知城は本丸の建造物が完全に残る唯一の城として知られていて、又天守と本丸御殿が両方現存する唯一の城である。明治6年（1873年）に発布された廃城令や、太平洋戦争による戦災を免れて天守、本丸御殿、追手門など15棟の建造物が現存し、全て国の重要文化財に指定されている。現在これらは高知県の所有物となっている。また、この15棟の現存建造物に加えて、土佐山内家宝物資料館に丑寅櫓の一部であると伝わる部材が収蔵されている。
城全域は高知公園として無料で開放されているが、天守および本丸御殿（別名「懐徳館」）への入館は有料となっている。城の周辺には高知市役所、高知県庁、高知地方裁判所、高知地方検察庁といった行政・司法機関が立ち並び、高知県の行政の中心地となっている（県庁舎のみ実質的には公園内にある）。
また、城内には一豊と妻の千代（見性院）、板垣退助の銅像が立つ。

## 歴史・沿革

### 南北朝時代
大高坂山には、高知城の前身として大高坂山城（または大高坂城）があったとされる。付近の豪族・大高坂氏によって築かれたとされるが、定かではない。記録上では、大高坂松王丸が居城したことが知られている。松王丸は南朝方に付き、延元3年（1338年）には後醍醐天皇の第7子・満良親王を迎えている。しかし興国2年（1341年）、松王丸は北朝方の細川禅定、佐伯経定と戦って敗れ、大高坂山城は落城した。その後は文献に名がなく、廃城になったと考えられる。

### 安土桃山時代
天正15年（1587年）、長宗我部元親は豊臣秀吉の九州征伐従軍から帰国後、大高坂山に再び城を築いた。ただし、天正13年（1585年）には元親が既に大高坂を本拠にしていたとする説もある。
天正19年（1591年）、水はけが悪かったため元親は3年で大高坂山城を捨て、桂浜に近い浦戸の浦戸城を改修して居城とした。ただし、元親が大高坂山城を捨てたとする見解は山内氏支配下の江戸時代の二次史料で初めて登場したものであること、浦戸城の規模の小ささや浦戸移転後も大高坂周辺の整備が進められていた形跡があることから、浦戸城は朝鮮出兵に対応した一時的な拠点に過ぎず、大高坂山城の整備も引き続き行われていたとする説もある。

### 江戸時代

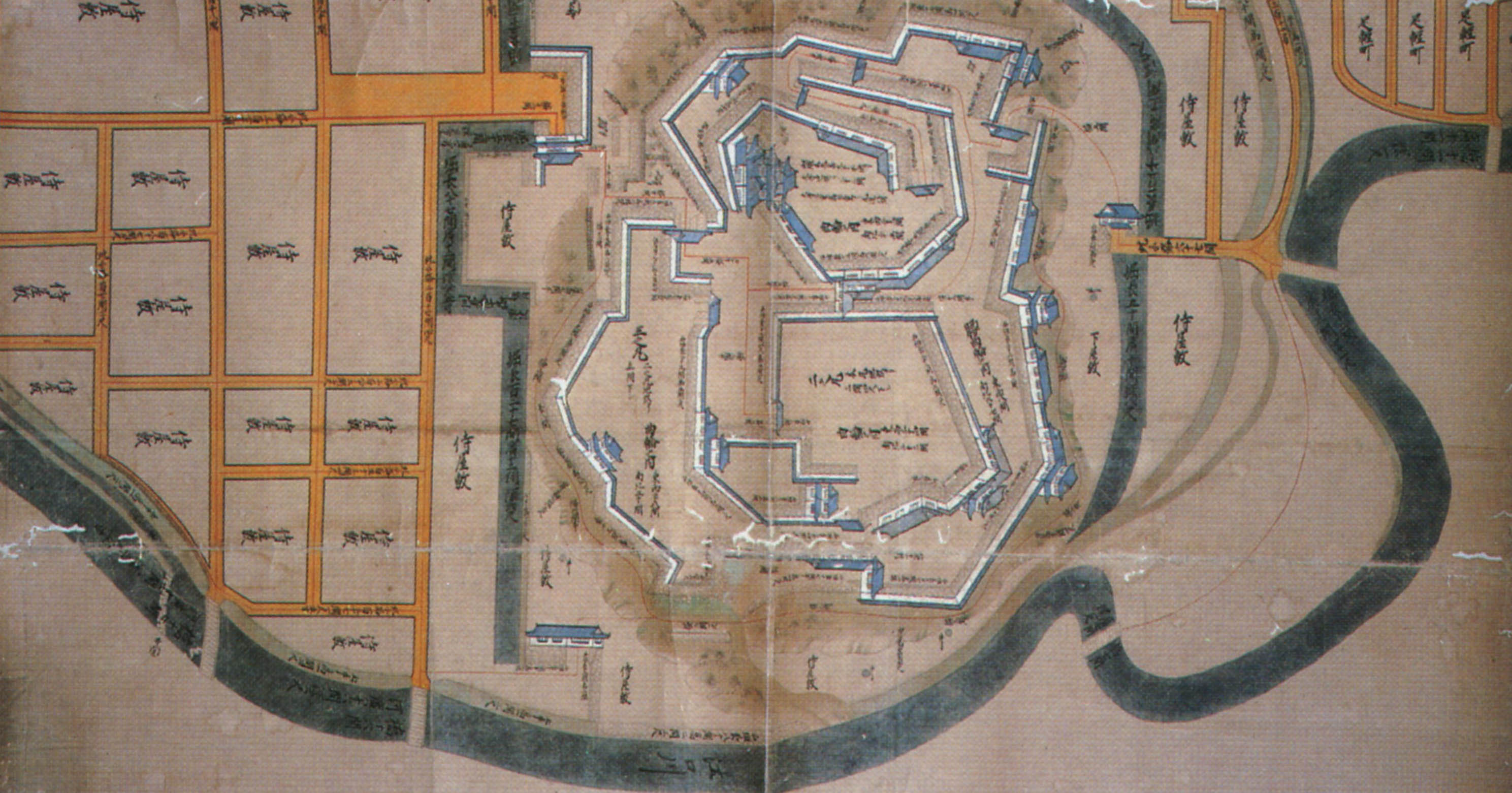
高知城絵図

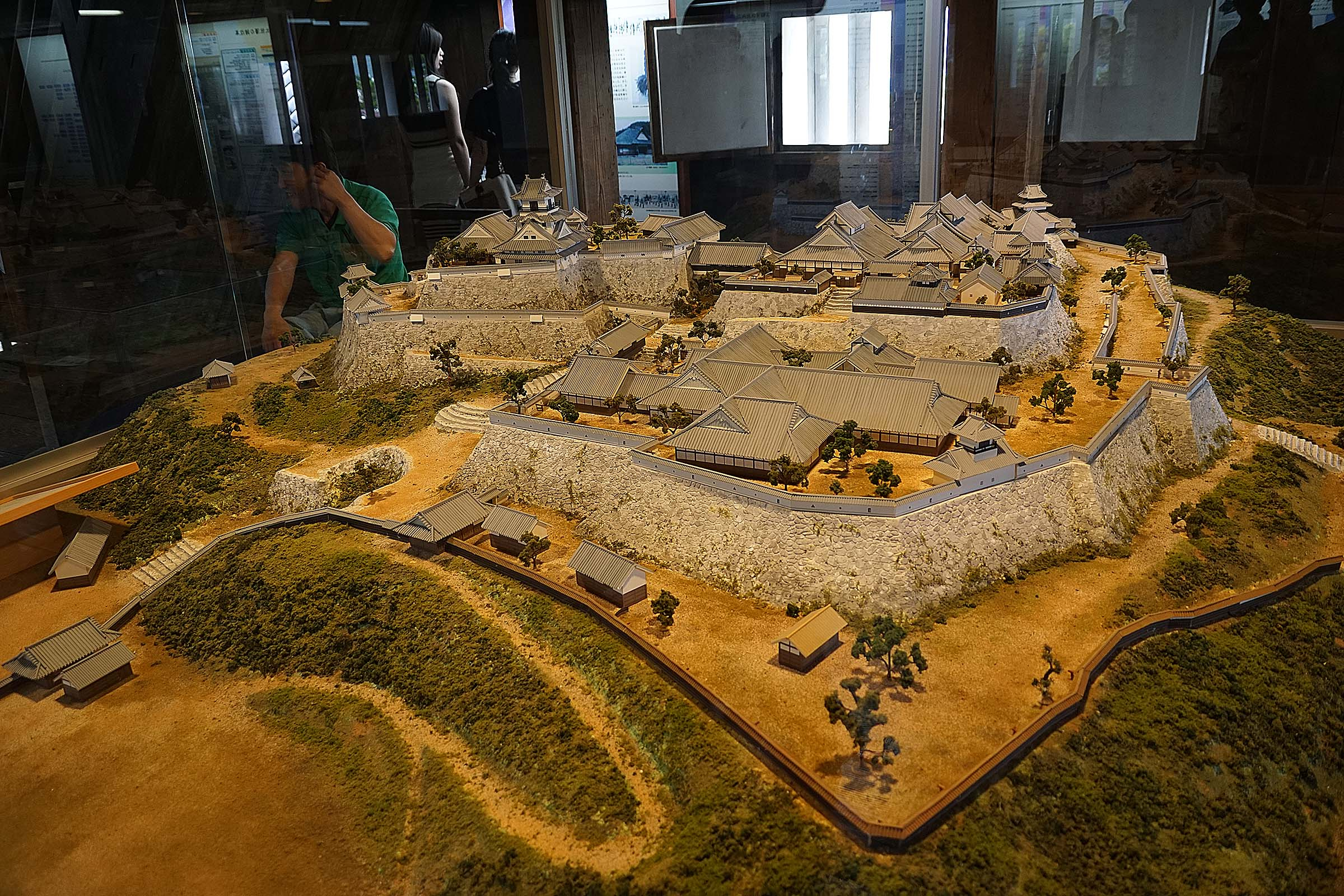
復元ジオラマ模型

慶長6年（1601年）、関ヶ原の戦いにおいて元親の子・盛親は西軍に与して改易された。代わって、山内一豊が掛川城から移り、土佐一国24万2千石を与えられ、浦戸城に入った。
慶長6年（1601年）8月、浦戸は城下町を開くには狭いため、一豊は長宗我部氏が一旦築城を断念した大高坂山の地に新城を築くこととした。同地は浦戸湾に面した地の利があるが、当時、同地周辺は湿原が広がるデルタ地帯で、長宗我部氏が築城を断念したほどの水害の多い地であり、山内家の技術では困難が予想された。一豊は関ヶ原の戦いで罪人とされ、京都で蟄居処分となっていた百々綱家（旧織田秀信家老）の赦免と雇用を徳川家康に嘆願し、これが認められた。一豊と同郷近江の出身の百々は石垣技術に優れた近江穴太衆を配下に持ち、築城技術に優れていたと伝わる。6千石で召し抱えた百々を総奉行に任じ、築城と城下町整備の全権を委ねた。翌月より百々は大工頭、鍛冶頭、築壁造頭らを率いて、大高坂山に本丸の造営と、城下町の整備のために鏡川・江ノ口川などの治水工事に着手した。
木材は同国内から、石垣は浦戸城のものも流用し、瓦は上方に発注した、とされている。その他専門の職人は大坂から雇用し、人足には山内家家臣団も利用された。子供も工夫として参加させ、賃金も支払われた。一日の参加人数は1200人を超えたと伝わる。冬の寒い時期は粥などの炊き出しを行い、月の明るい夜は夜通しの工事も行われた。
慶長8年（1603年）1月、本丸と二ノ丸の石垣が完成。旧暦8月には本丸が完成し、一豊は9月26日（旧暦8月21日）に入城した。この際に、真如寺の僧・在川（ざいせん）により、河中山城（こうちやまじょう）と改名された。
慶長15年（1610年）、度重なる水害を被ったことで2代目藩主忠義は河中の表記を変更を命じ、竹林寺の僧・空鏡（くうきょう）によって文殊の浄土に因んだ高智山城と改名した。この時より後に省略されて高知城と呼ばれるようになり、都市名も高知と呼称されるようになった。
慶長16年（1611年）、難関であった三ノ丸が竣工し、高知城の縄張りが全て完成した。
享保12年（1727年）、高知城下は大火にみまわれ、城は追手門以外のほとんどが焼失した。現在見られる建造物の大半は、こののちに再建されたものである。
- 享保14年（1729年）：8代豊敷は、深尾帯刀（ふかお たてわき）を普請奉行に任じ、城の再建に着手。
- 寛延2年（1749年）：天守ほか櫓・門などが完成。天守は小振りとなったが外観は焼失前の姿。
- 宝暦3年（1753年）：再建完了。

### 近現代

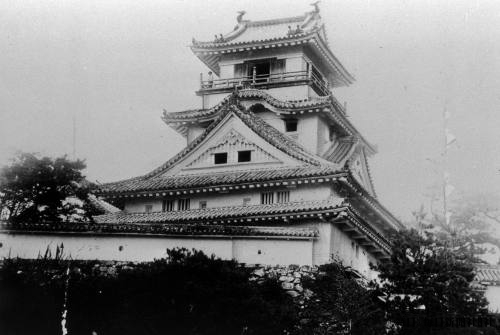
天守古写真

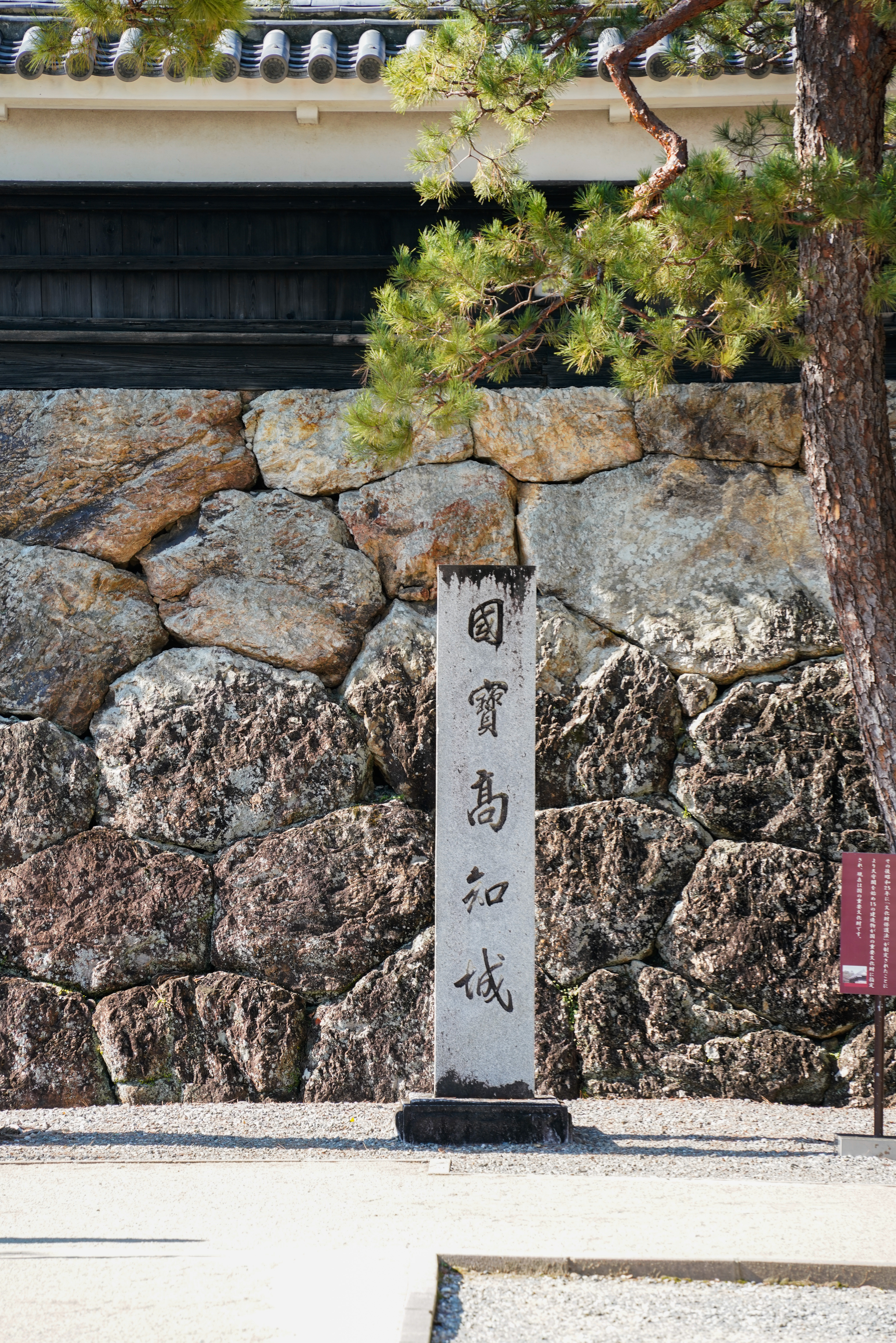
旧国宝高知城の石碑

- 明治5年（1872年）：陸軍省が正院に管轄を申し出るが、これに対して大蔵省は必要な範囲の明示を要求。この帰属を巡った陸軍省と大蔵省の対立の中で高知城は明治6年（1873年）の廃城令の存廃決定の対象外として廃城令には記載されなかった[5]。
- 明治6年（1873年）
  - 1月14日：廃城令以降も陸軍省は必要部分の申し出を行わなかったため大蔵省所管のもと廃城[5]。
  - ４月20日：太政官布告第16号「府県公園地御定ノ儀伺」に基づく高知県所管の公園として設置許可[5]。
- 明治7年（1874年）
  - 3月3日：高知県から公園に付属する建物および不用品を払下げ、公園維持の費用としたい旨が内務省より許可[5]。
  - 8月：公園内規則の制定し高知公園として一般開放。天守を咸臨閣、本丸御殿を懐徳館と改称し観覧を許可[5]。
- 明治9年（1876年）：本丸および追手門などの現存建造物以外の建造物(二の丸御殿、三の丸御殿、鉄門等)が払下げの上で取り壊された[5]。
- 明治43年（1910年）： 長岡安平の手により公園地化。
- 昭和9年（1934年）：天守など15棟の建造物が国宝保存法に基づく国宝（現行法の重要文化財に相当）に指定される[6]。
- 昭和20年（1945年）：高知大空襲で被害を受ける。
- 昭和25年（1950年）：天守等15棟は文化財保護法の施行により国の重要文化財に指定される。同年3月18日からは南国高知産業大博覧会が開催。さらに同年3月22日には昭和天皇の戦後巡幸があった[7]。
- 昭和34年（1959年）6月18日：国の史跡に指定。
- 平成18年（2006年）4月6日、日本100名城（84番）に選定。
- 平成27年：追手門の石垣と狭間の修理工事が行われた[8]。
- 令和2年（2020年）天守高欄の改修に着工（令和3年終了）。

## 遺構
天守

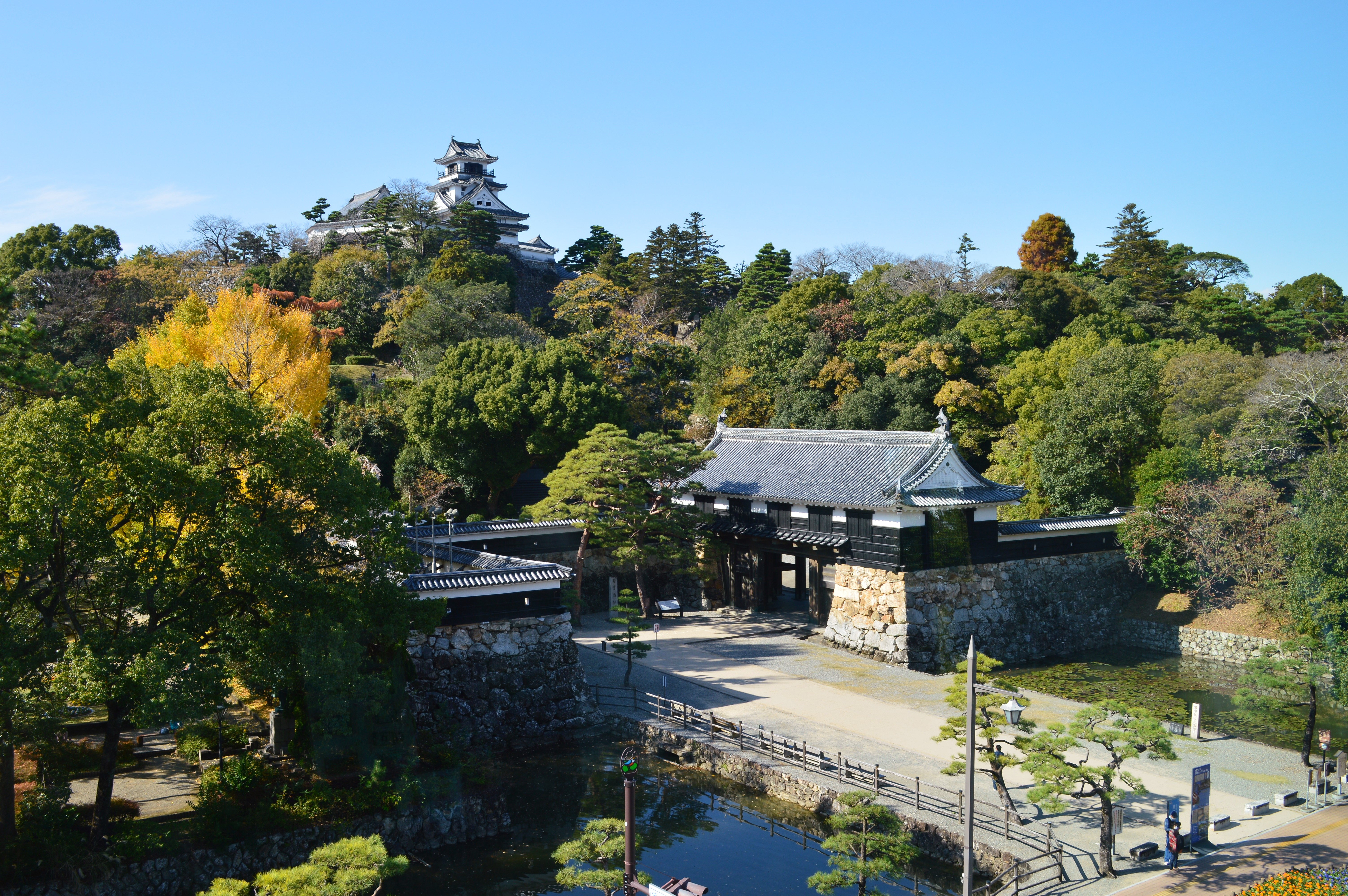
遠景

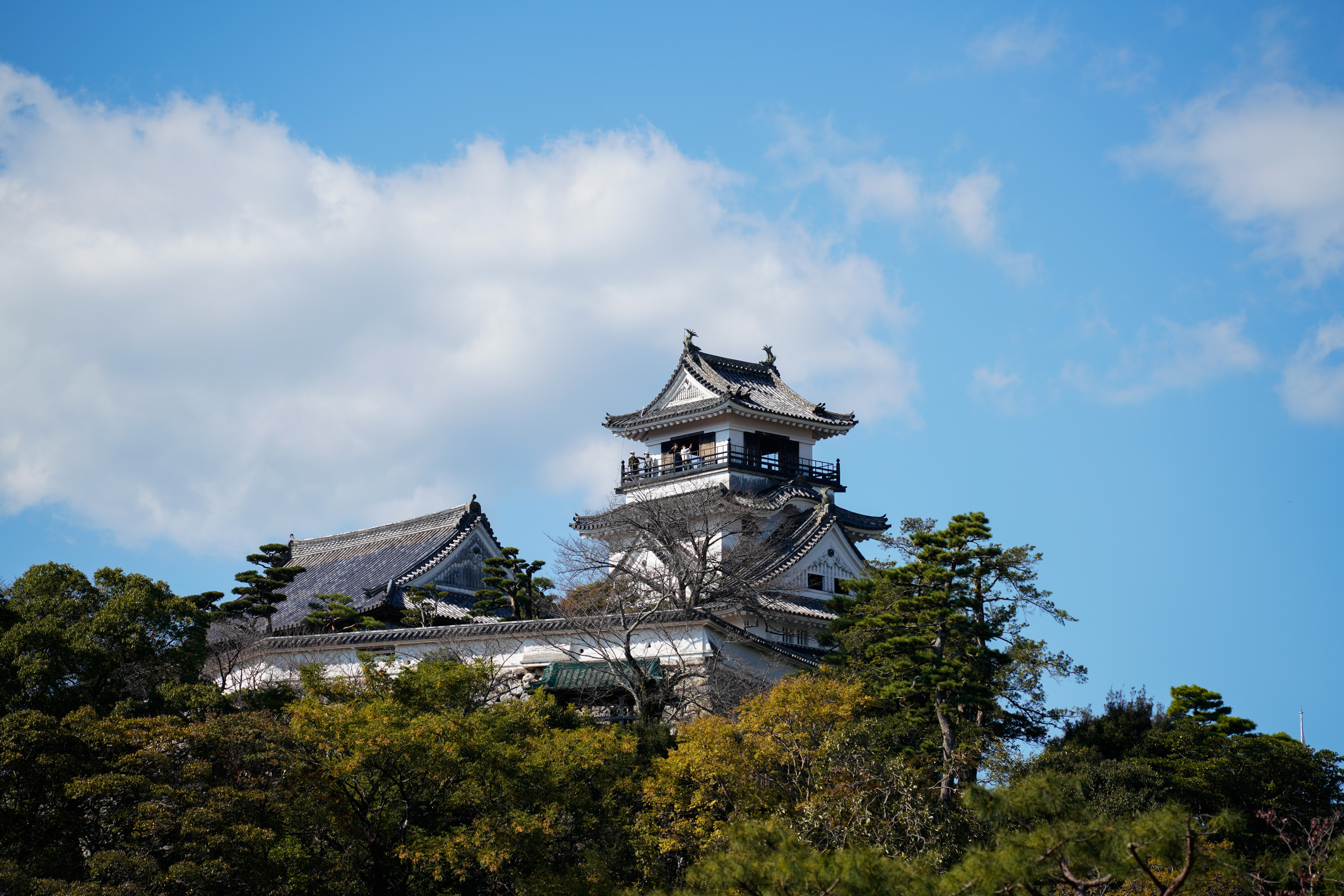
高知城遠景

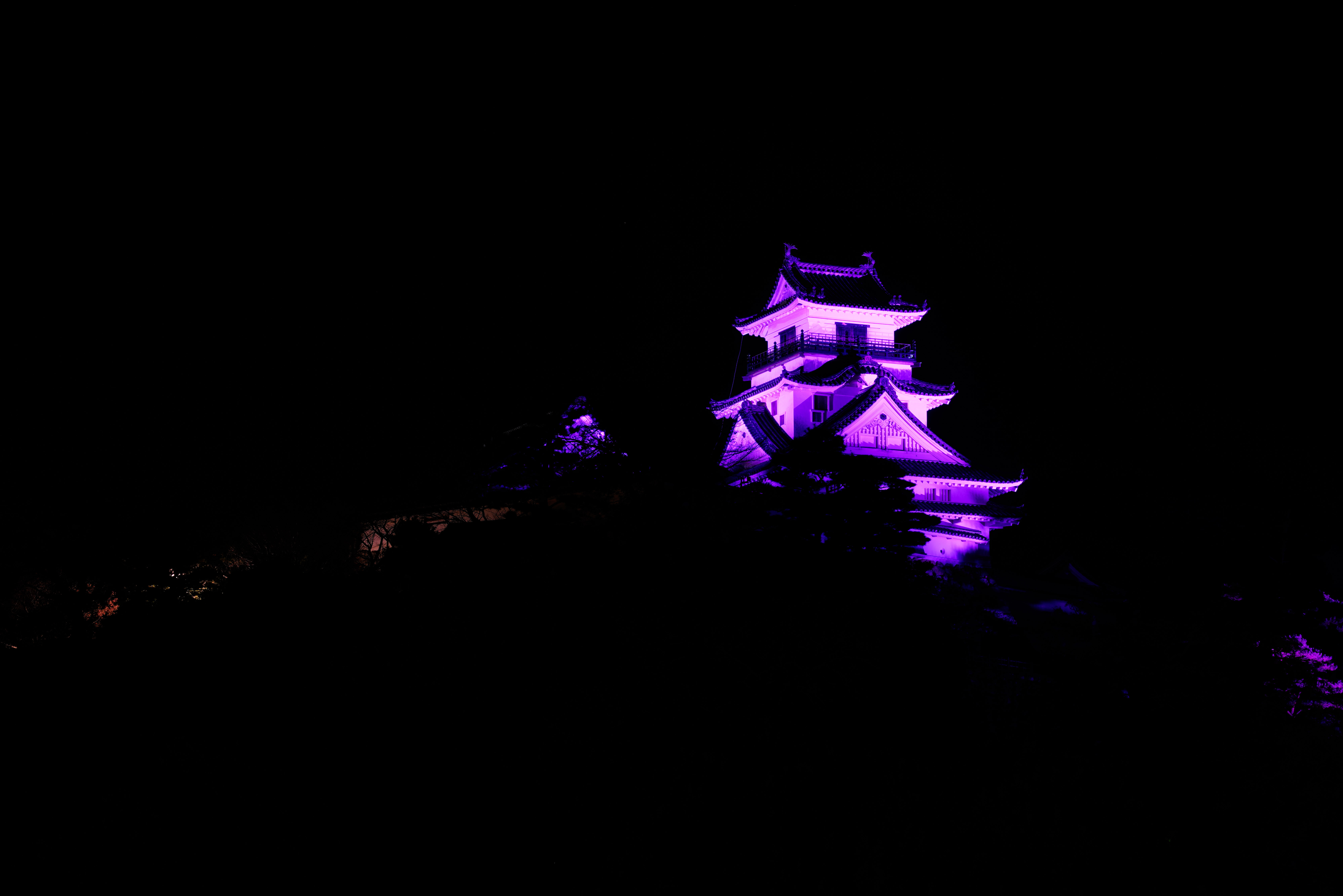
ライトアップされた高知城天守閣

南北に千鳥破風、東西には唐破風をつけた安土桃山時代の様式である。最上階の高欄は、徳川家康の許可を得て造ったものといわれている。創建時のものは享保12年（1727年）に焼失し、延享4年（1747年）に焼失以前のものを忠実に復元されたもので、高欄を設けるなどのやや古風な形式（復古型）をとっている。
独立式望楼型4重6階、1重目の屋根を腰庇として3重6階と数えられることもある。窓は突上窓と連子窓、天守台がなく本丸上に、直に礎石を敷き御殿に隣接して建てられており、このような本丸を最後の防衛拠点とする構えは慶長期の城にみられるものであるという。
平面寸法は、初層と2層を総二階造りで8間×6間、3層と4層を4間四方とし、5層と最上層は3間四方である。高さは18.5m。国の重要文化財に指定されている。
初代城主の一豊が、以前に居住した掛川城を偲んで天守を模したとされる。
本丸御殿　（懐徳館）

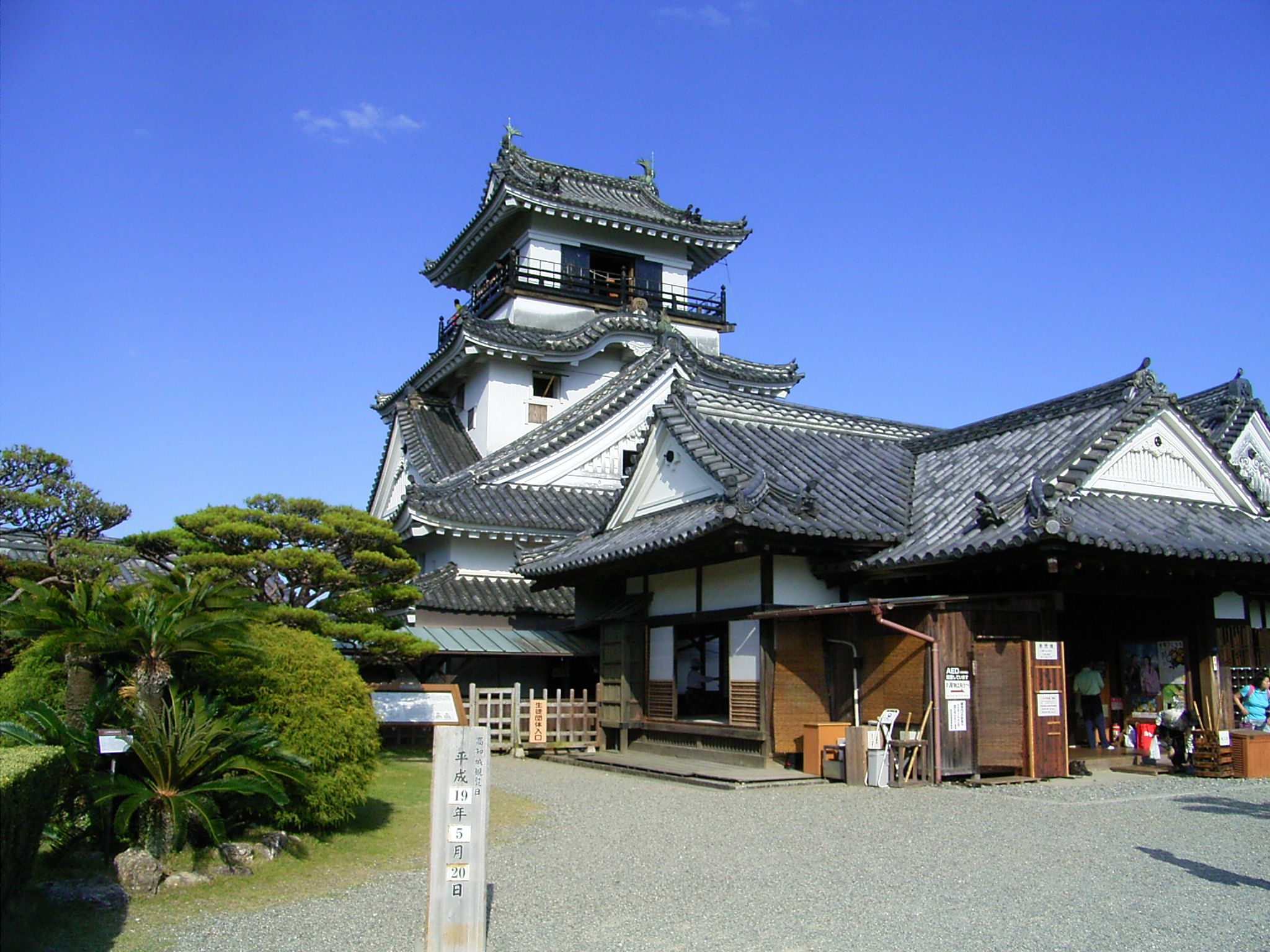
天守と前方に本丸御殿

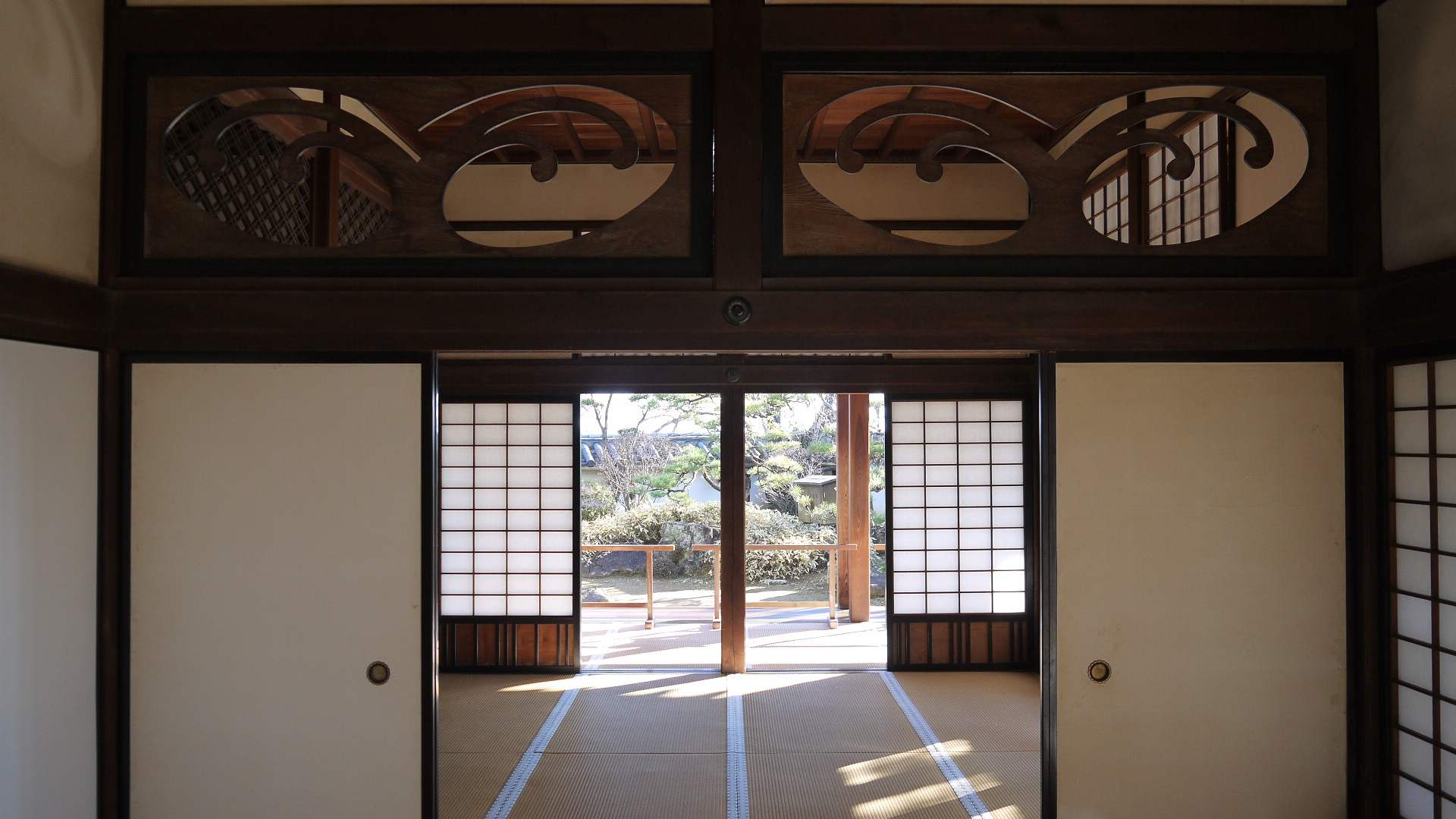
本丸御殿の居室内部

天守に隣接して造られている。築城された当初、二ノ丸御殿ができるまでは土佐藩初代藩主・一豊と正室の千代夫人の住まいであった。しかしながら、18世紀初頭に本丸御殿は焼失し江戸中期に御殿の再建が行われ現在に至る。御殿が完全な形で現存しているのは高知城のみである。大小14の部屋から成る間取りは、藩主の座となる8畳の上段ノ間（床、床違い棚、出書院附）、二ノ間、三ノ間（茶所附属）、四ノ間、納戸、三畳二室、雪隠、入側、板間及び縁側より成る。一重、入母屋造、本瓦葺、溜ノ間（十三畳、七畳半、九畳及び四畳）及び玄関が付属する。焼失前の本丸御殿は金箔貼りであったが、享保12年(1727年)の焼失後は、金箔は貼らなかった。
本丸御殿に隣接する納戸蔵は八畳三室、四畳及び縁側より成る、一重、入母屋造、本瓦である。
本丸御殿は懐徳館［かいとくかん］と呼ばれ納戸蔵とともに国の重要文化財に指定されている。
追手門
門の入り口は枡形の巨大な石垣で囲まれていて、敵を3方から攻撃できるようになっている。江戸時代からの現存である。
鉄門跡
かつては二階建ての門があり、鉄板を打ち付けた扉があった。門を入ると枡形になっていて、詰門へと続いている。
詰門
本丸とその北側にある二ノ丸の間にかけられた櫓門で、二階は二の丸と本丸を結ぶ廊下橋となっている。一方、一階部分は敵がまっすぐに通り抜けられない構造で、東側の入り口から入ると本丸西側の梅ノ段に抜けるように作られており、本丸につながっていない。
その他
二ノ丸には、二の丸御殿があり藩主の寄住空間であった。また、発掘で見つかった、長宗我部時代の石垣がコンクリートで補強され残る。

鐘撞堂の鐘は享保4年（1719年）の鐘。鐘撞堂は二の丸、のちに太鼓丸に移り、現在の場所は戦後の移築による。鐘とともに入母屋、桟格子破風の貴重な遺構である。また、三の丸には、三の丸御殿があり内部には、純欄豪華な、障壁画によって装飾されていた。

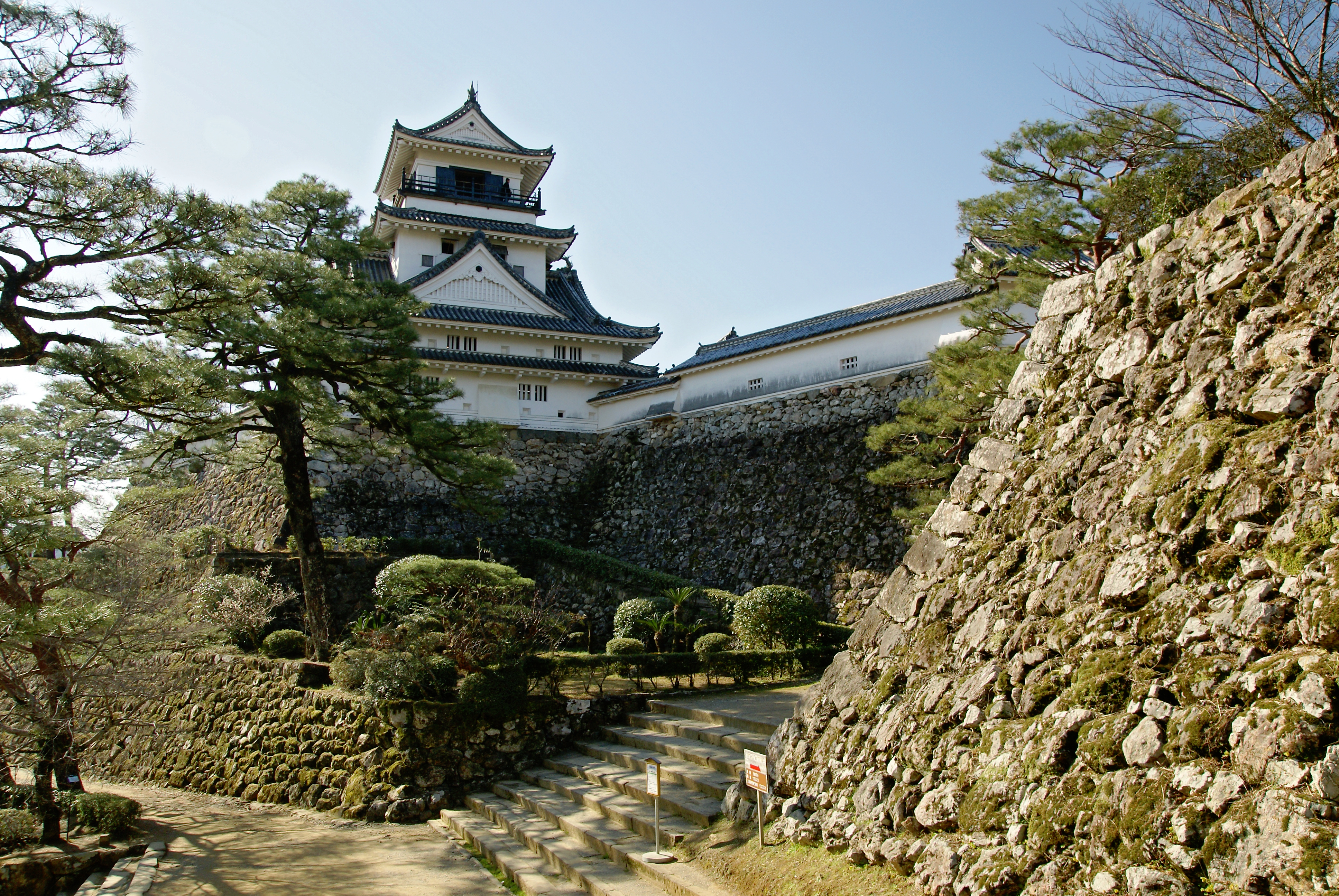
天守
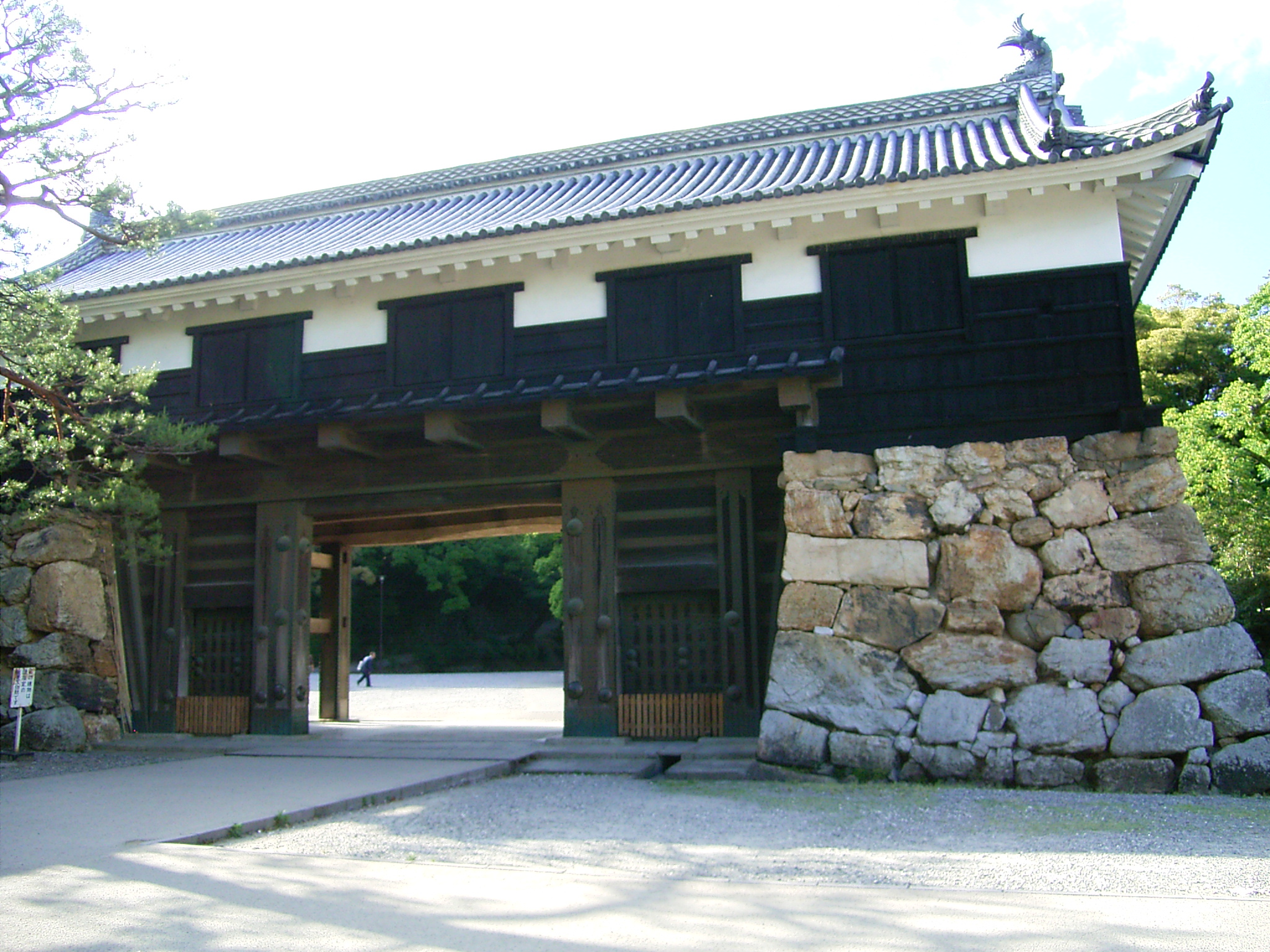
追手門
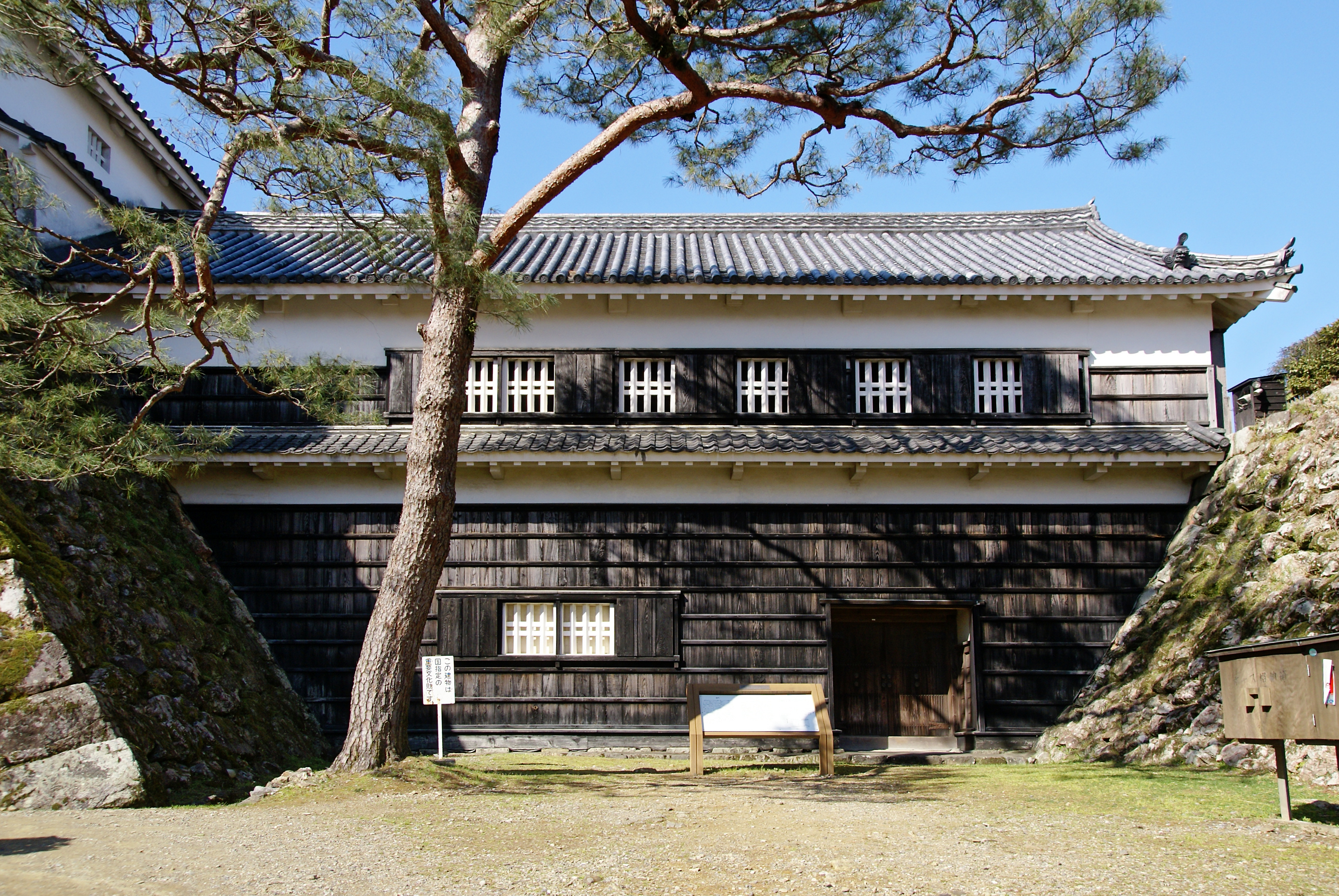
詰門 （東側より、右が二の丸、左が本丸）

## 文化財

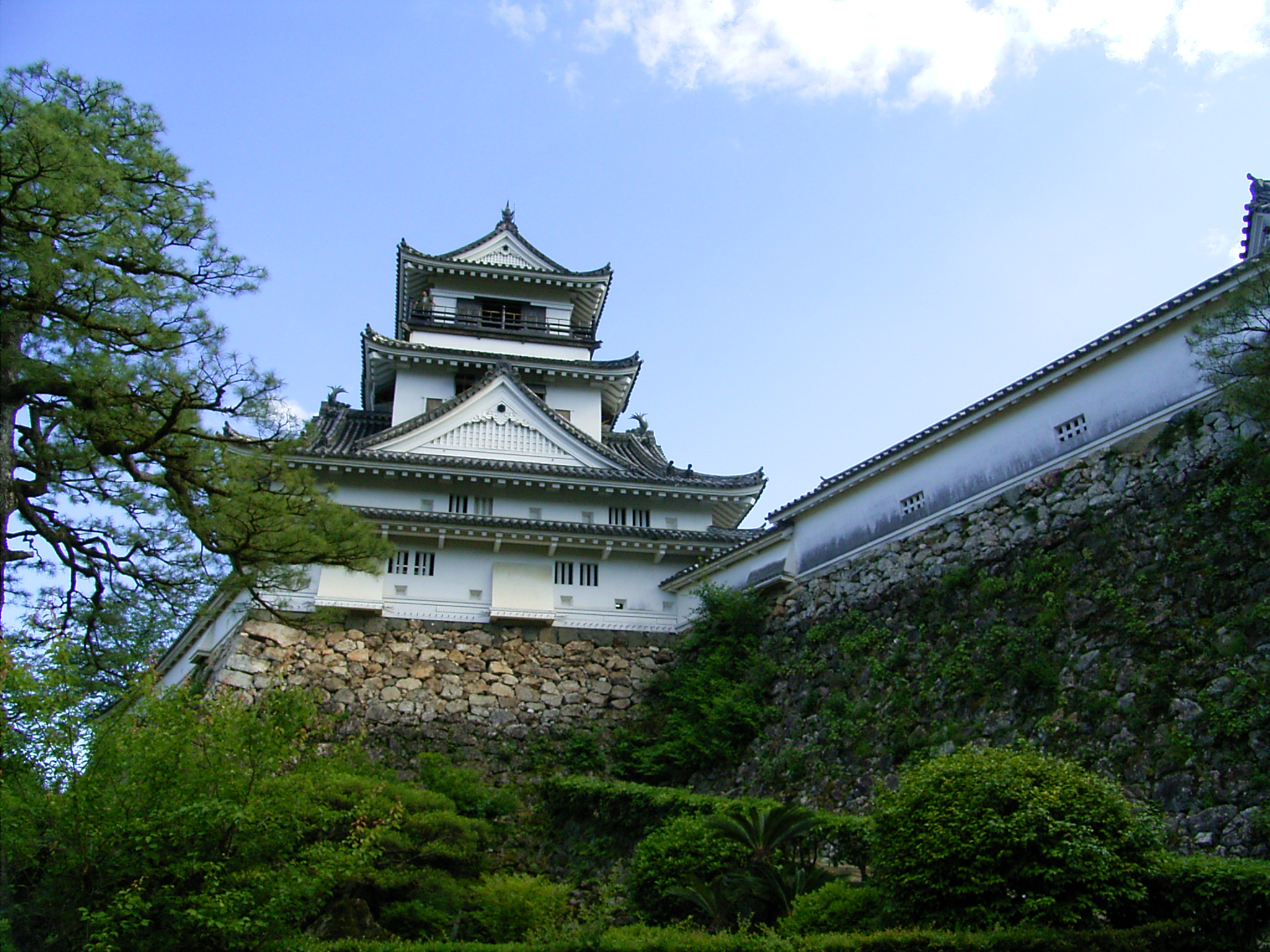
天守（手前は天守西北矢狭間塀）

### 重要文化財
重要文化財指定は以下の15棟。
- 天守
- 本丸御殿・懐徳館［かいとくかん］
- 納戸蔵
- 黒鉄門
- 西多聞
- 東多聞
- 詰門
- 廊下門
- 追手門
- 天守東南矢狭間塀
- 天守西北矢狭間塀
- 黒鉄門西北矢狭間塀
- 黒鉄門東南矢狭間塀
- 追手門西南矢狭間塀
- 追手門東北矢狭間塀

黒鉄門（手前は黒鉄門東南矢狭間塀）
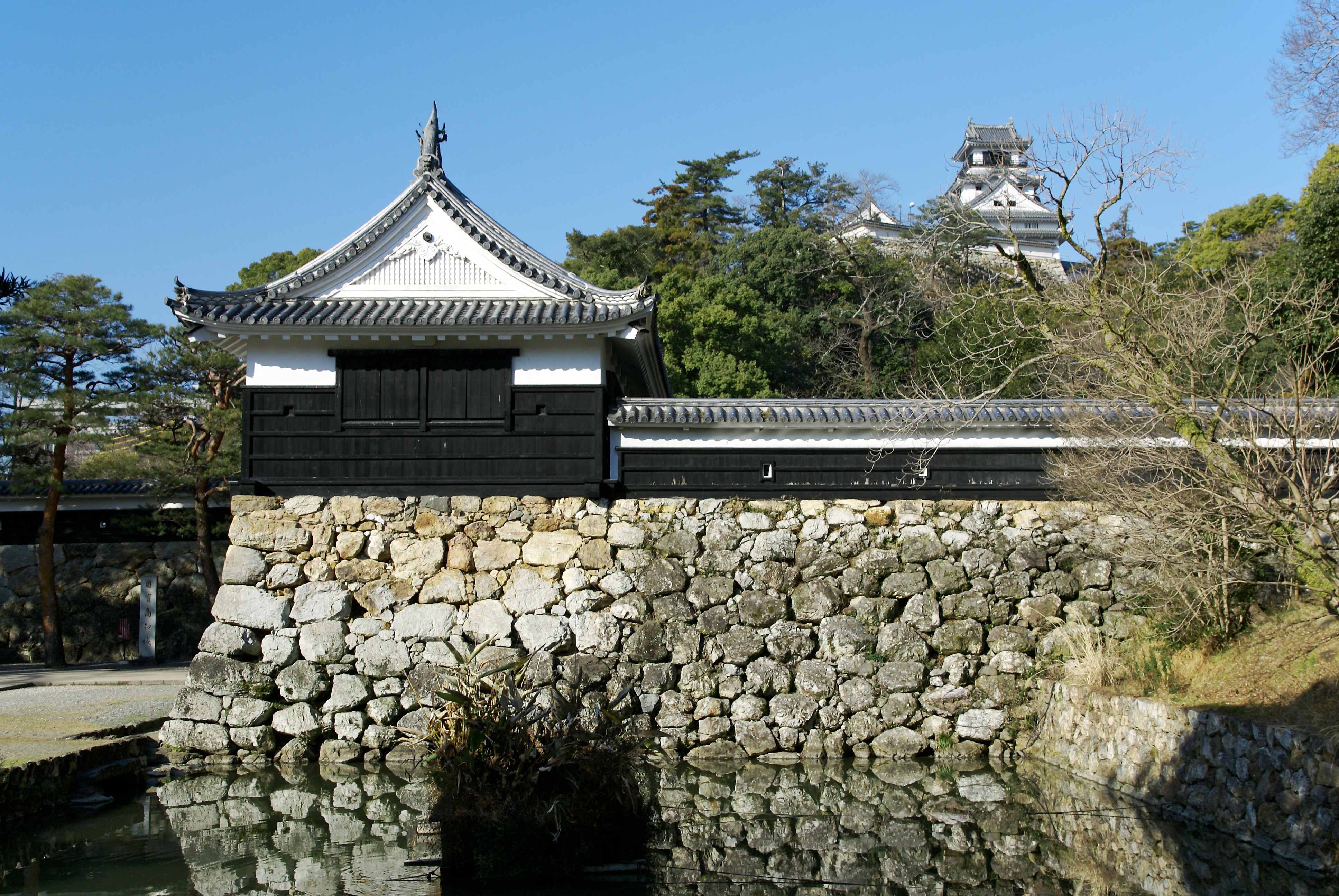
追手門側面と追手門東北矢狭間塀）
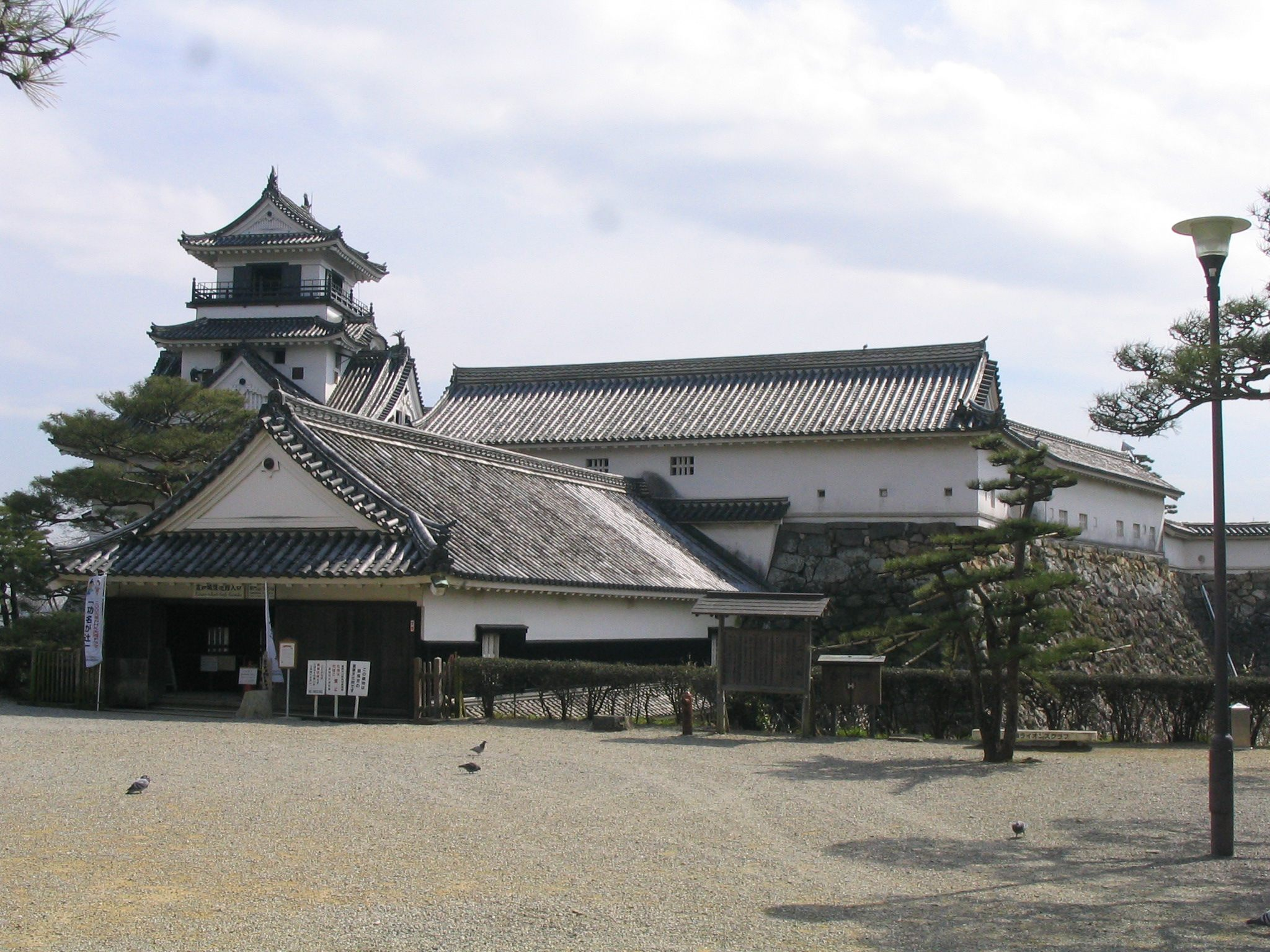
天守、詰門（手前）、廊下門（奥）

### 史跡
高知城跡
1959年（昭和34年）6月18日指定。

## 現地情報
所在地
- 高知市丸ノ内一丁目2番1号

### アクセス
- 路面電車（とさでん交通伊野線）高知城前停留場下車、徒歩約5分
- JR四国土讃線高知駅から
  - 徒歩約25分
  - バス約10分

入明駅から
- - 500メートル
- 駐車場
  - 高知公園駐車場（年中無休、7時30分～18時30分）65台（有料）
  - 県庁前地下駐車場（8時～22時）222台（有料）

他、付近に多数所在

### 開館時間・料金
二ノ丸以下は終日立ち入り可能。
高知城天守・ 懐徳館（本丸御殿）開館時間
- 通常：9時 - 17時（入場は16時30分まで）
- 休館日：12月26日～1月1日

料金
- 18歳以上：420円、18歳未満：無料
- 団体（20名以上）：330円

利用情報
- 日本100名城スタンプラリー スタンプ設置場所

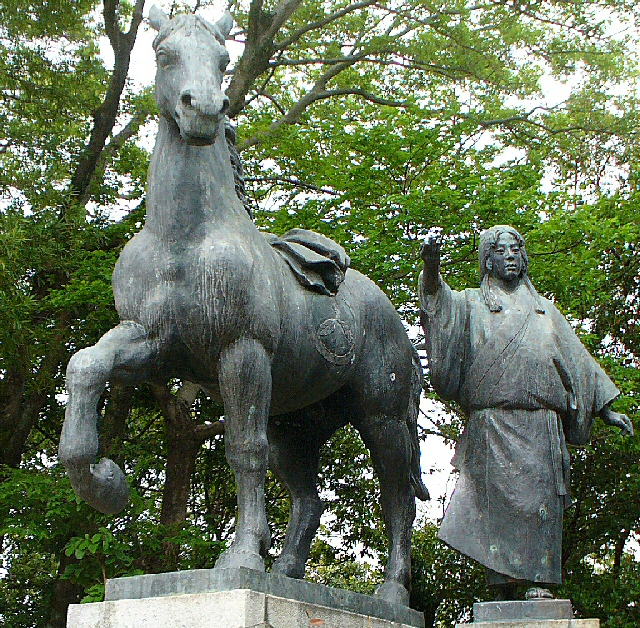
山内千代の銅像
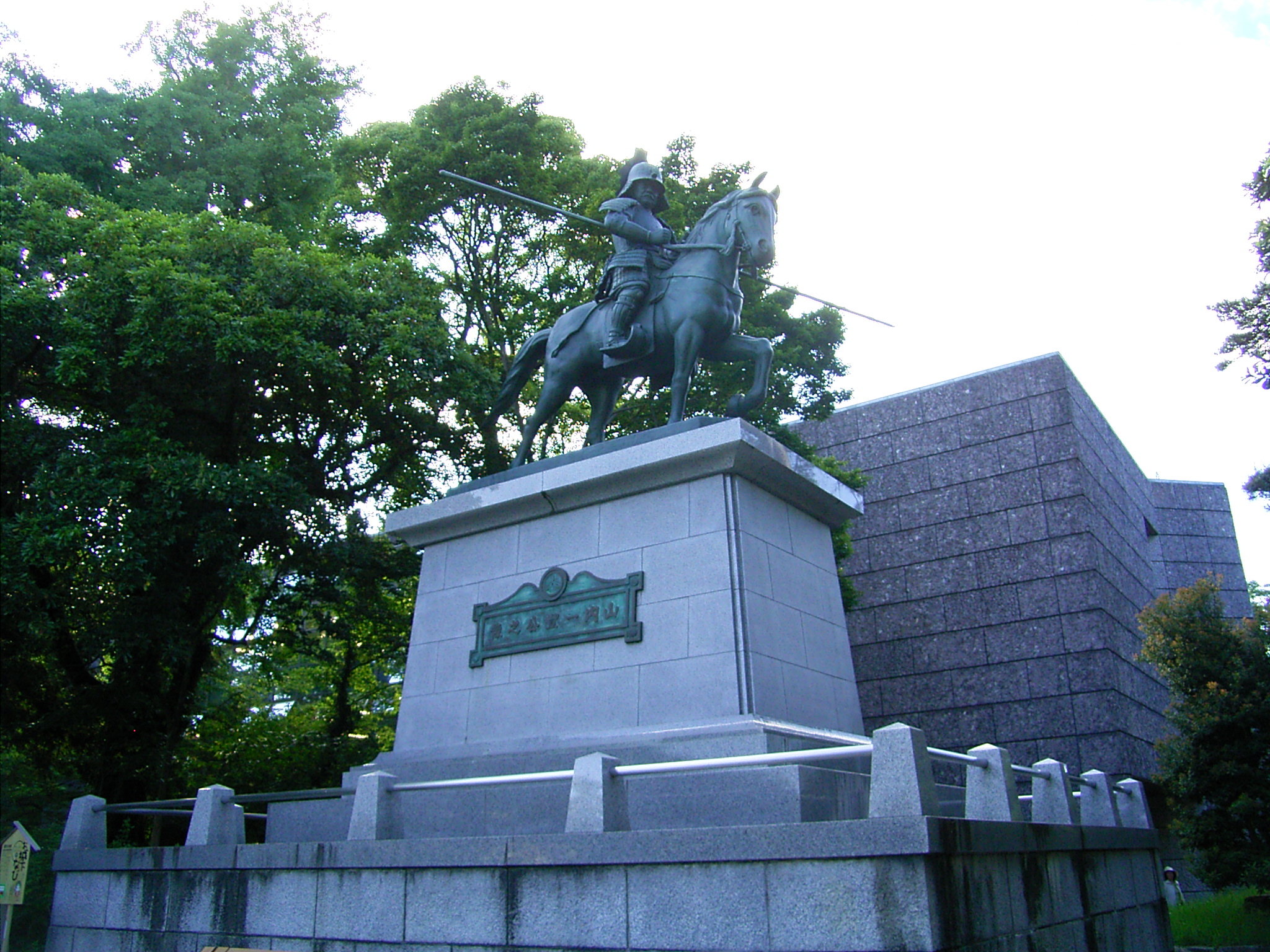
山内一豊の銅像
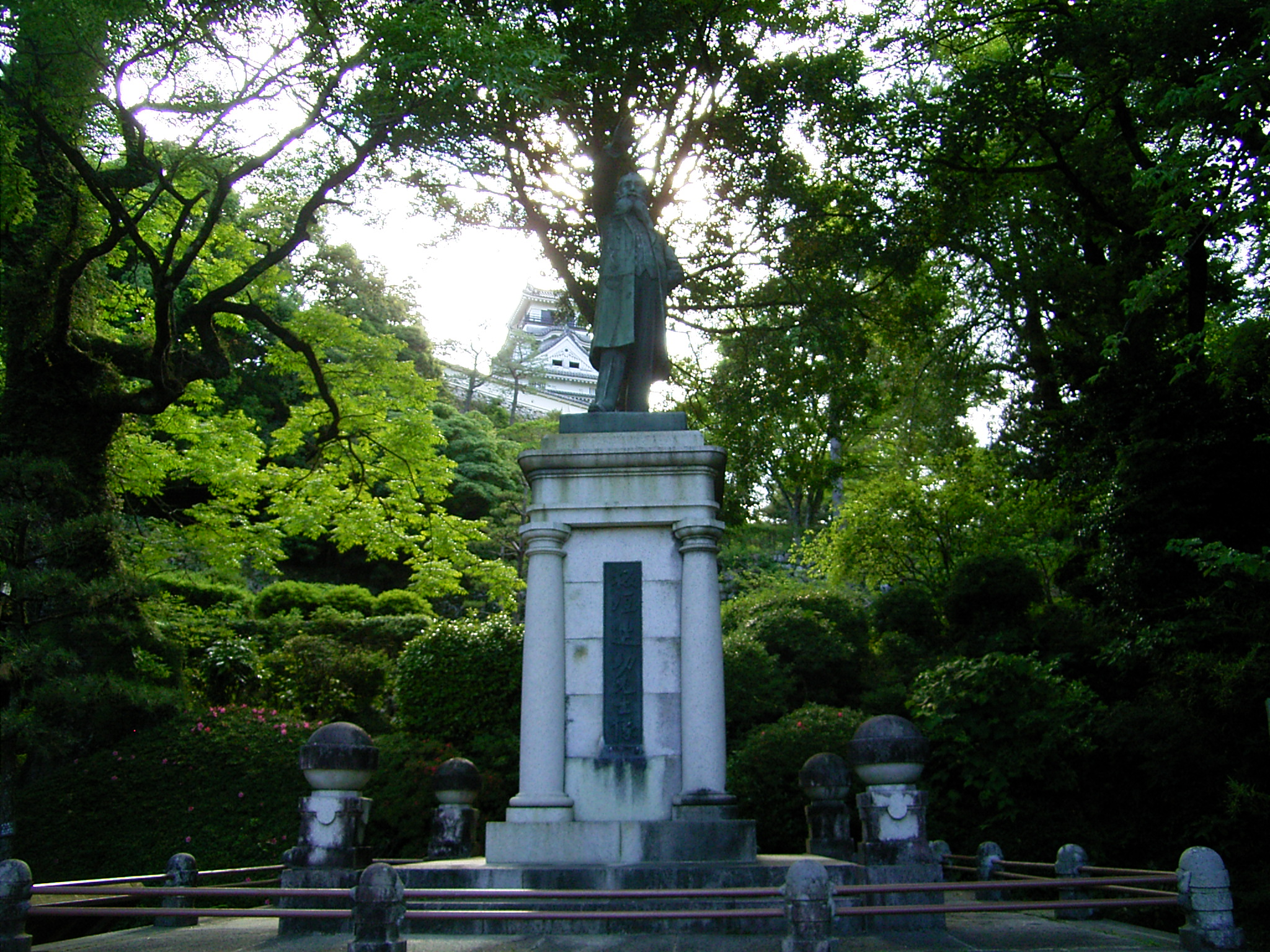
板垣退助の銅像
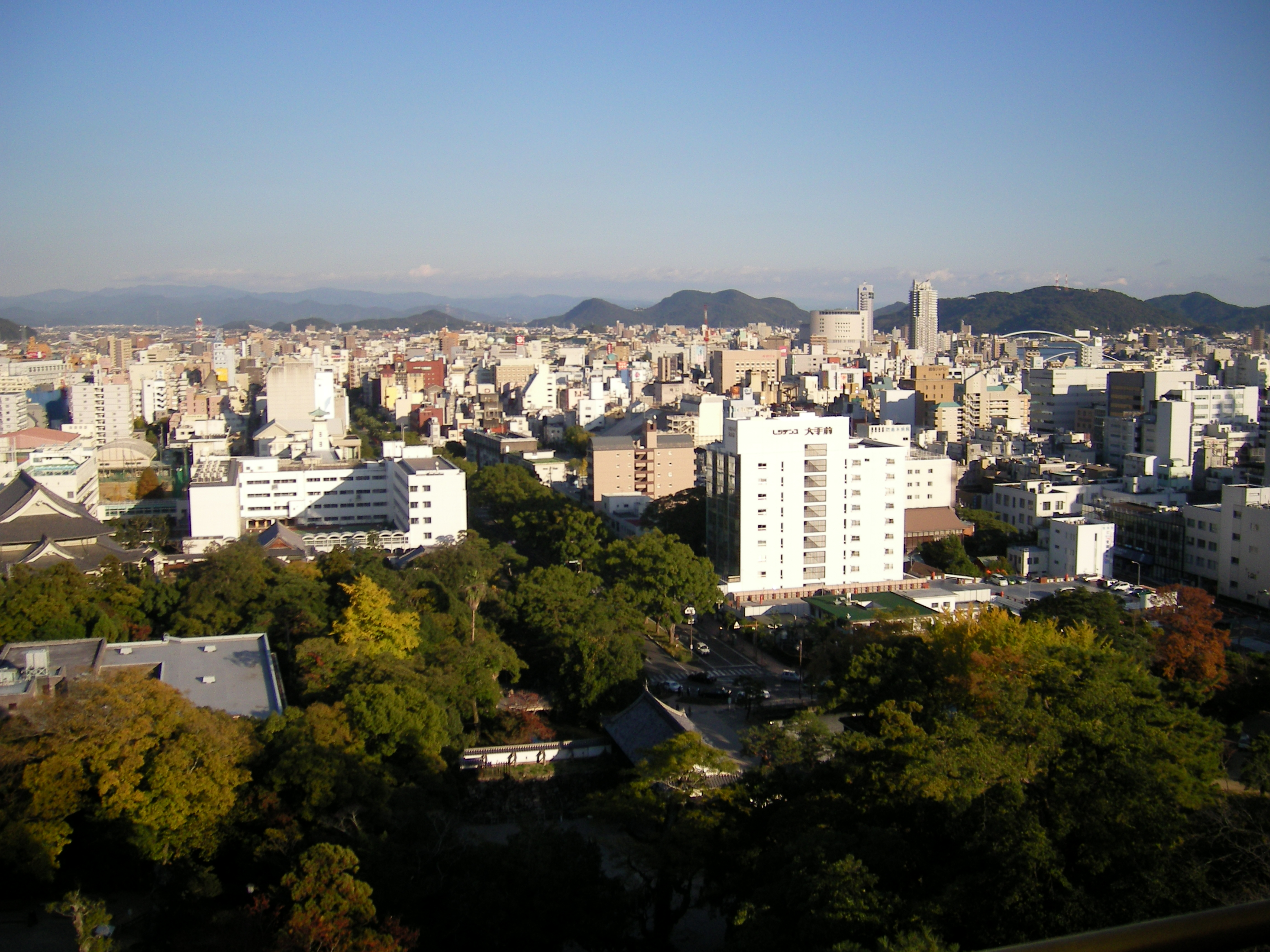
天守からの眺め

  - 本丸御殿入口（開館時のみ押印可）

周辺
- 高知県立文学館
- 高知県立公文書館
- オーテピア
- 高知県立高知城歴史博物館
- 高知県立武道館
- 高知新聞
- 高知県立大学永国寺キャンパス
- 高知県庁
- 高知市役所
- 寺田寅彦記念館
- 日本共産党高知県委員会
- 高知県立県民文化ホール
- 高知三翠園温泉

城内には関連する人物の銅像がある。
- 山内千代の銅像
- 山内一豊の銅像
- 板垣退助の銅像
- 天守からの眺め